# Епархия Лугожа
Епархия Лугожа (лат. Eparchia Lugosiensis) — епархия Румынской католической церкви с центром в городе Лугож, Румыния. Епархия  Лугожа входит в митрополию Фэгэраша и Алба-Юлии. Кафедральным собором епархии Лугожа является церковь Святого Духа.

## История

Территория епархии находится на западе страны

26 ноября 1853 года Римский папа Пий IX издал буллу «Apostolicum Ministerium», которой учредил Лугожскую епархию для верующих Румынской католической церкви.

## Ординарии епархии
- епископ Александр Добра (16.11.1854 – 13.04.1870);
- епископ Иоанн Олтяну (29.11.1870 – 16.09.1873), назначен епископом Оради;
- епископ Виктор Михаил де Апша (21.12.1874 – 18.03.1895), назначен архиепископом Фэгэраша и Албы-Юлии;
- епископ Димитрий Раду (3.12.1896 – 25.06.1903), назначен епископом Оради;
- епископ Василий Хоссу (25.06.1903 – 16.12.1911), назначен епископом Герлы;
- епископ Валерий Траян Френциу (14.12.1912 – 25.02.1922), назначен епископом Оради;
- епископ Александр Николеску (25.02.1922 – 29.08.1936), назначен архиепископом Фэгэраша и Албы-Юлии;
- епископ Иоанн Бэлан (29.08.1936 – 2.08.1959);
  - Sede vacante (1959—1990)
- епископ Иоанн Плоскару (14.03.1990 – 20.11.1995);
- епископ Александр Месян (20.11.1995 — по настоящее время).

## Источник
- Annuario Pontificio, Ватикан, 2010.
- Булла Apostolicum ministerium, в Giovanni Domenico Mansi, Sacrorum Conciliorum Nova et Amplissima Collectio, том XLII, coll. 627-632  (лат.)